# Tales of Phantasia (Remake)
Para la versión original para Super Nintendo y Game Boy Advance, véase: Tales of Phantasia.
Tales of Phantasia (テイルズ オブ ファンタジア Teiruzu obu Fantajia?) es un adaptación de un videojuego del género RPG publicado para la consola PlayStation por Namco el 23 de diciembre de 1998 en Japón.

## Características
En esta versión Namco reescribió los diálogos del juego. La modificación más importante con respecto a la versión de Famicom es el cambio de voces en los personajes pues los seiyus tuvieron que modificar sus registros de voz para que sus voces concordaran con la nueva apariencia de los personajes (más apegada al Artwork del juego), debido a esas razones los actores Junko Iwao, y Kentarou Itou sustituyerón a Satomi Koorogi, y Takeshi Kusao como Mint Adnade y Chester Barklight respectivamente. 
La adaptación utiliza un motor de juego similar al de Tales of Destiny, lo cual ayudó a que el juego se beneficiara de las mejoras y refinamientos que dicho motor de juego podía ofrecer. Entre algunas de las mejoras en el Gameplay se encuentra la inclusión de Suzu Fujibayashi como personaje jugable, la inclusión de Techs para Chester, la sustitución de los Death Spells de Arche por magias ofensivas, y una nueva forma para el personaje de Dhaos muy similar a la de Mithos Yggdrassil de Tales of Symphonia.
Otra característica de la adaptación de Playstation era que el Sprite (o imagen) de los personajes era diferente con respecto a la versión de Snes, pues ahora la imagen de los personajes estaba más apegada al artwork del juego. Otra adición del juego es que en esta versión el paisaje de los escenarios (tanto en batalla como en un pueblo o el mapa) estaba en 3-D. También en esta versión del juego hay nuevas aventuras secundarias que no habían aparecido anteriormente en la versión de Snes. 
Al juego en sí se le agregaron otros aspectos estéticos como un Opening estilo Anime y varias escenas de video (para las escenas de la "Guerra de Valhalla"), . 
El sistema de pelea de la adaptación utiliza el Enhanced Linear Motion Battle System de Tales of Destiny, el cual tiene unas cuantas mejoras con respecto al original pues el personaje, las armas y los hechizos pueden ser cambiados en medio de la batalla.
El juego presenta la inclusión de Skits, las cuales son conversaciones cortas entre los protagonistas. En el juego muchos de estos Skits utilizan frecuentemente "Juegos de palabras" y contienen algunas bromas acerca de la cultura japonesa. 
Este es el primer juego de la saga en incluir el sistema de Cocina, el cual sustituye al Food Sack de la versión de Super Nintendo. El efecto de las comidas tiene diferentes efectos tales como: Curar a los personajes del equipo, recuperar TP, o sanar efectos como parálisis o envenenamiento. Según el personaje que cocine dependerá la efectividad del alimento a la hora de ayudar al equipo.
En esta versión del juego se puede destacar una característica que nunca fue vista en ninguna versión del juego, ni la de GBA ni la de SNES, esta es la más apreciada por los fanáticos, y es que con una combinación especial de botones el personaje, Cless, podía realizar una técnica especial, conocida también por los jugadores de juegos de rol como Limit (Límite o desesperación) o Hi-Ougi, los cuales podían ejecutar en la batalla cuando Cless tenía muy poca vida. También podemos ver que en esta versión las Ventanas (Tanto de texto, como de estado y menú) estaban resaltadas con un efecto Tridimensional y con unos efectos de colores bastante atractivos.

## Versión de PlayStation Portable
La versión para PSP salió en Japón el 7 de septiembre de 2006. El título del juego es Tales of Phantasia: Full Voice Edition el cual es una traslación mejorada de la adaptación de PlayStation.
Para la ocasión se llamó a los mismos seiyus para que aportaran sus voces en las escenas clave del juego como se vio en otro títulos de la saga como Tales of Eternia. El juego además cuenta con nuevos espíritus de invocación para Klarth. El juego incluye también un sistema de calificaciones (Grade System), opción heredada de juegos recientes en la saga. 
Toshiyuki Morikawa sustituye a Kaneto Shiozawa (Q. E. P. D.) como Dhaos en este juego, Morikawa anteriormente interpretó a Dhaos en los ovas, Tales of Phantasia: The Animation.
No está contemplado que el juego salga en América o en Europa, debido a que Nintendo licencio la versión en inglés de Tales of Phantasia para América y Europa, lo que hace muy complicado para Sony o Namco traer este juego fuera de Japón, sin tener que involucrarse en muchas negociaciones.

## Audio
La música del juego se mantuvo igual melódicamente pero esta fue remasterizada gracias a los varios canales de audio extra con los que cuenta el juego.
La canción Yume Wa Owaranai aparece nuevamente en la versión de PlayStation y PSP, pero esta vez interpretada por la cantante Yo-mi. Su versión de la canción tiene arreglos musicales distintos al de la versión de Super Nintendo y Game Boy Advance. 
En adición al Opening, el juego también tiene un Ending, este es: A Star in the Sky (星を空に, hoshi-wo sora-ni) interpretado por la propia Yoshida Yukari, la intérprete de la canción "Yume Wa Owaranai en la versión de Snes y GBA. En la versión de PSP el ending es sustituido por una pieza orquestal del propio Motoi Sakuraba.

## Traducciones de fanes
La versión de PlayStation fue traducida al Idioma inglés por un grupo de fanes llamados Absolute Zero a finales del 2007.
Al principio del juego, el jugador puede elegir como leer las técnicas de los personajes: si traducidas o romanizadas del japonés directamente (p.ej Majinken). La traducción se mantiene fiel al script original evitando alteraciones en la trama (p.ej la escena del barco hacia Alvanista de la traducción de DeJap).